# JAR 스타디움
JAR 스타디움(JAR stadioni)은 우즈베키스탄의 수도인 타슈켄트에 위치에 있는 축구전용경기장이다.